# Fotomosaic

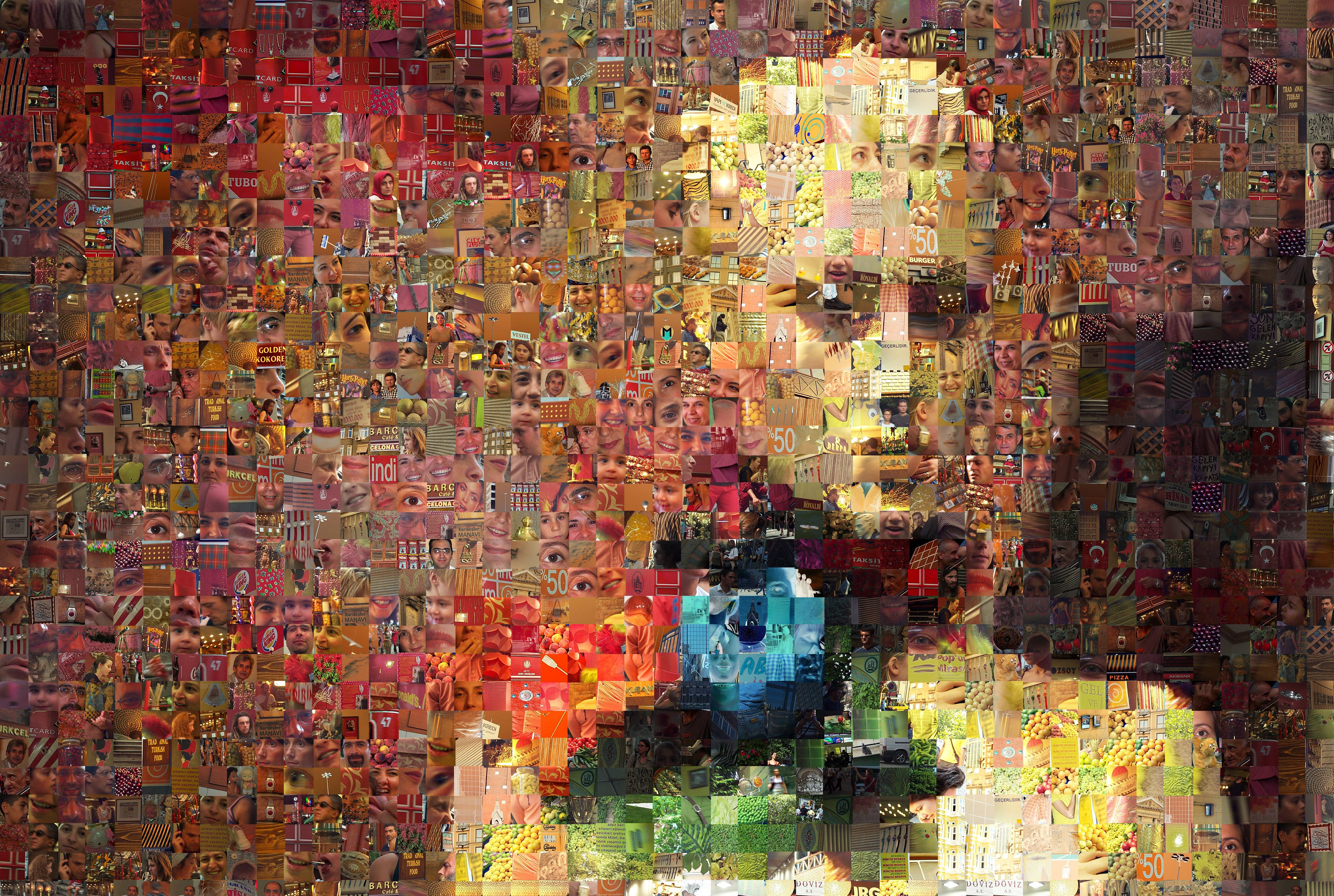
Fotomosaic.

Un fotomosaic, dins el camp de la fotografia, és la creació d'una imatge a partir d'altres imatges que, ordenades, donen lloc a una imatge general més gran. Això es produeix generalment mitjançant la divisió d'una imatge en seccions rectangulars i uniformes. És un procediment similar a la creació d'un mosaic comú, amb la diferència de que cada part de mosaic es substitueix per una imatge amb colors similars i adequats a la part de la imatge que representen. D'aquesta manera, al mirar el mosaic des de la llunyania podem apreciar una imatge general i quan la mirem de més a prop, podem observar les altres imatges petites.
Avui en dia és més fàcil realitzar un fotomosaic mitjançant programes computacionals i fins i tot pàgines web a les quals es pot demanar un fotomosaic proporcionant les petites fotografies que ells mateixos acabaran convertint en la fotografia final.

## Història
Podem anomenar pioner del fotomosaic a Robert Silvers, que obrint un camí entre la fotografia i la ciència, va retratar una sèrie de idees vinculades a la seva família i a la cultura contemporànea. Aquest tipus d'art el va començar a realitzar l'any 1995, ha realitzat retrats de personatges coneguts i la conversió d'obres pictòriqiues en obres mestres. La nova perspectiva de Silvers va ser ben rebuda per la societat a nivell mundial i això ha provocat que formin part diverses col·leccions com per exemple de Coca-Cola, Disney o National Geographic.

## Aspectes artístics
Hi ha un debat sobre si el Fotomosaic és un art o una mera tècnica. La creació d'un fotomosaic, a vegades és comparat amb les formes d'apropiació artística.
Artistes com David Hockney, Christopher Kates i Pep Ventosa han iniciat les seves pròpies tècniques de mosaic fotogràfic on múltiples fotografies han estat agafades d'una escena i després d'han agrupat una altra vegada per crear una imatge cohesiva.

## Vídeo Mosaic
Els mosaics fotogràfics són formats, normalment, a partir d'una col·lecció d'imatges quietes. Tanmateix, un dels fenòmens més recents ha estat el vídeo mosaic que reuneix clips de vídeo en lloc d'imatges quietes per crear una imatge més gran. Els crèdits finals del joc "God of War" de PlayStation 2 (2005), per exemple, incorpora una imatge quieta del personatge principal, Kratos, format a partir d'un nombre de vídeos de dins del joc.
El terme "vídeo mosaic" també descriu una gran imatge quieta feta de marcs adjacents d'un vídeo, de la mateixa manera que aquells marcs de vídeo de característiques geogràfiques com carreteres o ciutats. Un mosaic fet dels marcs més rellevants d'un vídeo, pot reemplaçar el vídeo sencer.

## El món neix en cada besada
A nivell nacional cal mencionar el fotomosaic creat per Joan Fontcuberta i Antoni Cumella l'any 2014, situat al districte de Ciutat Vella, a Barcelona. La creació d'aquesta obre va ser fruit del tricentenari aniversari de la derrota catalana a la Guerra de Successió. Així doncs, el fotògraf Joan Fontcuberta amb la col·laboració de lectors de El Periódico, van demanar fotografies relacionades amb la temàtica de "viure lliure" que conformarien una imatge molt més gran de dos llavis.